# Калвенцано
Калвенца̀но (на италиански: Calvenzano; на ломбардски: Colvensà, Колвенса) е малкло градче и община в Северна Италия, провинция Бергамо, регион Ломбардия. Разположено е на 113 m надморска височина. Населението на общината е 4214 души (към 2017 г.).